# Sammaloja (vattendrag i Egentliga Tavastland)
Sammaloja är ett vattendrag i Finland.   Det ligger i landskapet Egentliga Tavastland, i den södra delen av landet, 80 km norr om huvudstaden Helsingfors.